# Gertraud Auinger-Oberzaucher
Gertraud Auinger-Oberzaucher (* 21. Juli 1971 in Judenburg) ist eine österreichische Politikerin (NEOS – Das Neue Österreich und Liberales Forum). Seit dem 24. Oktober 2024 ist sie Abgeordnete zum Nationalrat.

## Leben

### Ausbildung und Beruf
Gertraud Auinger-Oberzaucher besuchte das Gymnasium in Murau, wo sie 1989 maturierte. Anschließend begann sie ein Studium der Rechtswissenschaften und Betriebswirtschaft an der Universität Innsbruck und an der Universität Salzburg. Ein Studium der Kommunikationswissenschaft und Romanistik ab 1990 an der Universität Salzburg schloss sie 1993 als Magistra der Philosophie mit einer Diplomarbeit zum Thema Murtaler Zeitung: zu ihrer Geschichte im Spannungsverhältnis Markt – Leser – Tradition ab. 1994/95 absolvierte sie einen Universitätslehrgang in General Management an der Universität Salzburg.
Von 1994 bis 2000 war sie bei Swarovski in der internationalen Kommunikation tätig, anschließend als Senior Consultant bei der Grace Group und FCB Events und PR. Von 2009 bis 2012 war sie außerdem Universitätslektorin an der Kunstuniversität Linz. Seit 2004 ist sie geschäftsführende Gesellschafterin der themata kommunikation GmbH.

### Politik
Auinger-Oberzaucher gehörte von November 2021 bis November 2024 dem Landesteam von NEOS – Das Neue Österreich und Liberales Forum in Niederösterreich an. Nach der Gemeinderatswahlen 2020 wurde sie Mitglied des Gemeinderates der Stadtgemeinde Baden.
Bei der Nationalratswahl 2024 kandidierte sie für NEOS hinter Nikolaus Scherak und Martina Künsberg Sarre auf Platz drei im Landeswahlkreis Niederösterreich sowie auf Platz zwei im Regionalwahlkreis Thermenregion. In der konstituierenden Sitzung der XXVIII. Gesetzgebungsperiode am 24. Oktober 2024 wurde sie über ein Mandat im Landeswahlkreis als Abgeordnete zum Nationalrat angelobt. Für die Gemeinderatswahlen 2025 wurde sie NEOS-Spitzenkandidatin in Baden.